# Can Borull
Can Borrull es un monumento protegido como Bien Cultural de Interés Nacional del municipio de Palafrugell (Bajo Ampurdán).

## Descripción
El conjunto de Can Borrull está formado por una masía y una torre de defensa. La vivienda, que tiene la fachada principal orientada a mediodía, consta de planta baja, piso principal y desván, y tiene cubierta de teja a dos vertientes con la cumbrera perpendicular a la línea de la fachada. En la planta baja se encuentra la puerta de acceso, de arco de medio punto, con grandes dovelas de piedra, y en el piso principal se abren tres ventanas rectangulares, enmarcadas en piedra. En el ángulo suroeste de la fachada se conserva una garita cilíndrica de ladrillo, con cubierta cónica, sostenida por una base de piedra formada por tres círculos en gradación decreciente con una pequeña ménsula que representa una cabeza humana. El casal tiene adosada a la parte suroeste una torre de defensa de planta cuadrada, que conserva las almenas de coronamiento y un matacán en su cara de poniente.

## Historia
Can Borrull es una masía que seguramente data del siglo XVI. Tiene su origen en una masía humilde de la familia Borrull. En el siglo XV, un miembro de esta familia recibió del rey Fernando II de Aragón el emblema militar que la integraba en el grupo de la pequeña nobleza, como premio por su ayuda durante la Guerra de los Remensas. En 1725 la heredera Margarita Borrull contrajo matrimonio con José de Vehí, caballero del conde de Ampurias. Un miembro de este linaje fue Josep Maria de Vehí Ros, senador durante los años 1877-80. Dentro de la masía está la capilla de Santa Margarita o de Sant Ponç, de origen alto-medieval y muy modificada posteriormente, principalmente durante los siglos XVII y XVIII. En la actualidad, el más Borrull se encuentra muy modificado.